# Villa de Leyva
Villa de Leyva – miasto w Kolumbii, w departamencie Boyacá.